# Gender and Water Alliance
Die Gender and Water Alliance (GWA) ist eine internationale Organisation, die sich für die Stärkung von Gender-Mainstreaming im integrierten Wasserressourcenmanagement (IWRM) einsetzt. Die Vision der GWA ist es, Gerechtigkeit und Gleichberechtigung zwischen Frauen und Männern in Bezug auf nachhaltige Entwicklung und nachhaltiges Management von Wasserressourcen auf allen Ebenen zu erreichen.

## Entstehung
Die Allianz wurde im März 2000 am zweiten Weltwasserforum in Den Haag gegründet. Dort gab es eine ministerielle Erklärung zur Wassersicherheit für das 21. Jahrhundert, in der die Verbindung zwischen integriertem Wasserressourcenmanagement und Armutsverminderung anerkannt wurde und in der darauf gedrängt wurde, dass besonderes Augenmerk auf die Armen und auf die Rolle, Fertigkeiten und Bedürfnisse von Frauen gerichtet werden sollte. Nach einem Beratungsprozess per E-Mail wurde daraufhin die GWA von 110 Organisationen und Einzelpersonen aus der ganzen Welt gegründet. Das niederländische Direktorat für internationale Beziehungen (DGIS) finanzierte zuerst eine sechsmonatige Planungsphase. Danach finanzierten das DGIS und das britische DFID (Ministerium für internationale Entwicklung) ein Dreijahresprogramm der GWA (vgl. GWA 2005, S. 5).

## Hintergrund
Wasserknappheit und Armut sind eng miteinander verbunden. Die Ermöglichung eines leichten Zugangs zu Wasser ist ein wichtiger Teil von Armutsbekämpfung. Armut betrifft Frauen weltweit in höherem Maße als Männer. Sie sind es auch, die hauptsächlich für die Besorgung und den Umgang mit Wasser zuständig sind (Kochen, Reinigungsarbeiten etc.). Trotzdem werden Frauen bei Strukturplänen und im Wassermanagement kaum berücksichtigt. Die GWA glaubt, dass Gender-Mainstreaming im integrierten Wasserressourcenmanagement auf der einen Seite wichtige Informationen bzw. neue Erkenntnisse durch das Einbeziehen von Wissen und Erfahrungen der Frauen bringen kann. Andererseits glaubt sie, dass die Einbeziehung Empowerment-Effekte auf die betroffenen Frauen haben kann. Es ist also auch eine Art Hilfe zur Selbsthilfe (vgl. Muylwijk 2007).

## Organisation

### Mitglieder
Es gibt 715 Mitglieder aus 94 Ländern. Hiervon sind 80 % Einzelpersonen und 20 % Organisationen, die sich in ihren Heimatländern für die Anliegen der GWA einsetzen (vgl. GWA 2007).

### Führungskomitee
Es gibt ein Führungskomitee, das für das Management, die öffentliche Repräsentation und die Richtungsstrategie des Programms der GWA verantwortlich ist. Dieses Komitee besteht aus 11 Mitgliedern, die auf breiter Basis die geografischen Regionen, in denen die GWA aktiv ist, die Wasseruntersektoren und politischen Spenderorganisationen repräsentieren sollen. Die Mitglieder werden für eine Periode von 2 Jahren gewählt und können maximal 2 hintereinander folgende Perioden im Amt sein (vgl. GWA 2005, S. 11).

### Sekretariat
Die GWA wird von einem Sekretariat in Den Haag, in den Niederlanden, koordiniert. Es ist u. a. zuständig für Vertragsvereinbarungen mit GWA Mitgliedern und Partnern. Darüber hinaus ist es dazu verpflichtet monatliche Berichte über die Aktivitäten der GWA an das Führungskomitee zu übermitteln und diverse andere Berichte über Fortschritte, Finanzen, Zukunftspläne etc. zu verfassen und auf der GWA Webseite zu veröffentlichen (vgl. ebd.).
Das Sekretariat besteht zurzeit aus vier Personen:
- der Geschäftsführerin Joke Muylwijk,
- der Programmdirektorin Chrisje van Schoot,
- der Programmangestellten Esther de Jong,
- der Programmangestellten Christine Verheijden,
- der Wirtschaftsdirektorin Alejandra Acosta,
- und dem Umweltbeauftragten Maysara Salih (vgl. Secretariat).

## Problemfelder
Die GWA sieht folgende Problemfelder, die sie bearbeiten will:
- Frauen und Männer kommen nicht in gleichen Maßen in Entscheidungsprozessen zu Wort und sie sind auch nicht in gleichen Maßen im Management und in der Umsetzung von wasserbezogenen Diensten beteiligt (vgl. GWA 2005, S. 4).
- Auf nationalen und lokalen Ebenen gibt es kein oder wenig Bewusstsein für den Bedarf und die positiven Folgen einer gendersensiblen Herangehensweise an integriertes Wasserressourcenmanagement (vgl. ebd.).
- Zu wenige Länder haben die Wichtigkeit von Wasserbelangen in ihren Programmen zur Armutsbekämpfung erkannt. Dort wo diese Wichtigkeit erkannt wurde, fehlt es in den Strategieplänen aber an Überlegungen zur Geschlechtergleichheit. Oft wird der Sektor einfach von technologischen Ansätzen dominiert, die die sozialen Realitäten ignorieren (vgl. ebd.).
- Im Rahmen der Water for life-Dekade (diese wurde von der Uno Generalversammlung für die Jahre 2005–2015 ausgerufen) werden gerade nationale Pläne für integriertes Wasserressourcenmanagement und effektive Wassernutzung entwickelt. Die Entwicklung und Umsetzung dieser Pläne ist allerdings Aufgabe von Wasserexperten, die wahrscheinlich wenig mit sozialen Überlegungen und Gender Problemstellungen vertraut sind. Deshalb ist es sehr unwahrscheinlich, dass Genderbelange ohne spezielle Schulung dieser Experten in diesen Plänen ausreichend berücksichtigt werden (vgl. GWA 2005, S. 4–5).

## Ziele und Tätigkeiten
- Da die Mitglieder über die ganze Welt verstreut sind und auch verschiedene Sprachen sprechen, ist es wichtig eine effektive Kommunikationsmöglichkeit zwischen ihnen zu schaffen und aufrechtzuerhalten. Als solche dient die Webseite www.genderandwater.org, auf der Informationen in Englisch, Spanisch, Französisch und Portugiesisch bereitgestellt werden. Die ständige Instandhaltung und Verbesserung der Webseite ist eine der wichtigsten Tätigkeiten der GWA (vgl. GWA 2005, S. 7-8).
- Es existiert bereits eine Fülle von Informationen bezüglich Gender Mainstreaming im Wassersektor. Die Aufgabe der GWA ist es, diese Informationen für ihre Mitglieder in einer zugänglichen Form verfügbar zu machen (vgl. GWA 2005, S. 8).
- Ziel ist es, ihre Mitglieder und Fachleute im Wassersektor mit den entsprechenden Kompetenzen für Gender Mainstreaming auszustatten. Dafür werden laufend Trainingsmaterialien entwickelt bzw. weiter verbessert und entsprechende Kurse für die jeweiligen Zielgruppen angeboten (vgl. ebd.).
- Die GWA will eine Reihe von Maßnahmen setzen, die ihre Mitglieder dabei unterstützen sollen, in ihren Heimatländern für Aufmerksamkeit auf Genderbelange in diesem Bereich zu werben (vgl. ebd.).
- Der Fokus der Vereinsarbeit liegt zwar auf der Arbeit auf nationaler und lokaler Ebene, allerdings ist es auch wichtig sicherzustellen, dass diese Geschlechterthemen auf internationalen Veranstaltungen entsprechend diskutiert und in die dort beschlossenen Strategiepapiere aufgenommen werden (vgl. ebd.).